# Campionato Sammarinese 1993-1994

## Classifica
|                       |     | Classifica 1993-94 | Pt | G  | V  | N | P | GF | GS | DR  |
| --------------------- | --- | ------------------ | -- | -- | -- | - | - | -- | -- | --- |
| San Marino (bandiera) | 1.  | Tre Fiori          | 27 | 18 | 11 | 5 | 2 | 44 | 17 | +27 |
|                       | 2.  | Faetano            | 24 | 18 | 9  | 6 | 3 | 19 | 15 | +4  |
|                       | 3.  | Domagnano          | 22 | 18 | 8  | 6 | 4 | 25 | 12 | +13 |
|                       | 4.  | Murata             | 20 | 18 | 7  | 6 | 5 | 23 | 23 | 0   |
|                       | 5.  | Juvenes            | 18 | 18 | 7  | 4 | 7 | 21 | 17 | +4  |
|                       | 6.  | Libertas           | 16 | 18 | 5  | 6 | 7 | 25 | 26 | -1  |
|                       | 7.  | Cosmos             | 16 | 18 | 6  | 4 | 8 | 26 | 42 | -16 |
|                       | 8.  | Cailungo           | 14 | 18 | 4  | 6 | 8 | 20 | 30 | -10 |
|                       | 9.  | Folgore            | 12 | 18 | 3  | 6 | 9 | 13 | 23 | -10 |
|                       | 10. | Montevito          | 11 | 18 | 1  | 9 | 8 | 16 | 27 | -11 |

## Play-off
Ai play-off si qualificano le prime quattro squadre del girone e la vincitrice della serie A2.
- Primo Turno: si sfidano tra loro la terza e la quarta del girone e la seconda del girone e la neopromossa.

A)  La Fiorita -  Faetano 3 - 3 (5 - 4 dcr)
B)  Domagnano -  Murata 3 - 1
- Secondo Turno: si affrontano fra di loro le vincenti e le perdenti del primo turno.

C)  Faetano -  Murata 3 - 1 Murata eliminato con due sconfitte.
D)  La Fiorita -  Domagnano 1 - 2
- Terzo Turno: si sfidano tra loro le squadre che hanno perso almeno una partita e la prima classificata contro la vincente della partita D. In quest'ultima chi vince approda in finale, chi perde in semifinale contro la vincente dell'altra partita.

E)  La Fiorita -  Faetano 2 - 1 Faetano eliminato con due sconfitte
F)  Tre Fiori -  Domagnano 1 - 1 (5 - 3 dcr)
- Semifinale

I)  La Fiorita -  Domagnano 0 - 0 (4 - 2 dcr)
- Finale:

L)   Tre Fiori -  La Fiorita 2 - 0